# Karłowo (Węgorzewo)
Karłowo (deutsch Karlswalde) ist ein Dorf in der polnischen Woiwodschaft Ermland-Masuren, das zur Stadt- und Landgemeinde Węgorzewo (Angerburg) im Powiat Węgorzewski (Kreis Angerburg) gehört.

## Geographische Lage
Karłowo liegt im Norden der Woiwodschaft Ermland-Masuren nordwestlich des Rehsauer Sees (polnisch Jezioro Rydzówka). Bis zur Kreisstadt Węgorzewo (Angerburg) sind es 12 Kilometer in südöstlicher Richtung.

## Geschichte
Die einstige und vor 1898 Carlswalde genannte Ortschaft wurde erstmals 1818 erwähnt und bestand bis 1945 eigentlich nur aus einem großen Hof. Sie war als Vorwerk zur Gemeinde Rehsau (polnisch Rydzówka) angelegt und mit der Muttergemeinde dem Amtsbezirk Engelstein (Węgielsztyn) zugeordnet. Er gehörte bis 1945 zum Kreis Angerburg im Regierungsbezirk Gumbinnen der preußischen Provinz Ostpreußen.
In Kriegsfolge kam Rehsau mit Karlswalde 1945 mit dem gesamten südlichen Ostpreußen zu Polen. Der deutsche Name „Karlswalde“ wurde in das polnische „Karłowo“ verändert.
Karłowo ist heute Sitz eines Schulzenamtes (polnisch Sołectwo), das für Rydzówka (Rehsau) mitzuständig ist. Karłowo bildet eine Ortschaft im Verbund der Stadt- und Landgemeinde Węgorzewo im Powiat Węgorzewski, vor 1998 der Woiwodschaft Suwałki, seither der Woiwodschaft Ermland-Masuren zugehörig.

## Kirche
Kirchlich war Karlswalde vor 1945 in die evangelische Kirche Engelstein in der Kirchenprovinz Ostpreußen der Kirche der Altpreußischen Union bzw. in die katholische Kirche Zum Guten Hirten in Angerburg im Bistum Ermland eingepfarrt.
Heute ist das Dorf Teil der jetzt katholischen Pfarrkirche Heilig Kreuz in Srokowo im Erzbistum Ermland in der polnischen römisch-katholischen Kirche bzw. der evangelischen Kirchengemeinde Węgorzewo, einer Filialgemeinde der Pfarrei Giżycko (Lötzen) in der Diözese Masuren der Evangelisch-Augsburgischen Kirche in Polen.

## Verkehr
Karłowo ist von dem an der Woiwodschaftsstraße DW 650 gelegenen Dorf Srokowo (Drengfurth) über Wysoka Góra (Hochberg) zu erreichen. Auch führt eine Verbindungsstraße von Rydzówka (Rehsau) in den Ort.